# Zruck zu de Ruabm
Zruck zu de Ruabm är det fjärde studioalbumet från den österrikiska gruppen Trackshittaz. Albumet släpptes den 10 februari 2012 och innehåller 14 låtar. Albumet innehåller låten "Woki mit deim Popo", Österrikes bidrag till Eurovision Song Contest 2012. Albumet släpptes bara två veckor innan de vann Österrikes nationella uttagningsfinal den 24 februari. Albumet debuterade på fjärde plats på Österrikes albumlista den 24 februari 2012 och tog sig den tredje veckan upp på tredje plats vilket är den bästa placeringen det haft på listan.

## Låtlista
1. In Buam ausn Stoi - 3:25
2. Wir mochn unsa Ding - 3:02
3. Woki mit deim Popo - 2:57
4. Teifisgeign - 3:21
5. Geila Ois... - 3:51
6. Party Like a Goasbock - 3:21
7. Haut Mi 4I - 3:33
8. Stereowatschnstyle (feat. 500 aka Fick Rick) - 3:05
9. Pfiati Lackal - 2:18
10. Resi - 4:02
11. Partyindiana - 3:47
12. Oida Chüüü - 3:30
13. Zruck zu de Ruabm (Back to the Roots) - 3:08
14. Looosa - 3:48

## Listplaceringar
| Lista (2012) | Topplacering |
| ------------ | ------------ |
| Österrike    | 3            |